# Zazdrość (powiat tucholski)
Zazdrość – wieś w Polsce położona w województwie kujawsko-pomorskim, w powiecie tucholskim, w gminie Śliwice na obszarze Borów Tucholskich przy trasie linii kolejowej Laskowice Pomorskie – Szlachta.
W latach 1975–1998 miejscowość administracyjnie należała do województwa bydgoskiego.
Zachowało się kilka drewnianych borowiackich domostw oraz jedyna zachowana w okolicy XVIII-wieczna drewniana, kryta strzechą chata z podcieniem.